# Ypthima goudoti
Ypthima goudoti is een vlinder uit de onderfamilie Satyrinae van de familie Nymphalidae. De wetenschappelijke naam van de soort is voor het eerst geldig gepubliceerd in 1885-1887 door Paul Mabille.